# Estação Palais-Royal - Musée du Louvre
Palais-Royal - Musée du Louvre é uma estação das linhas 1 e 7 do Metrô de Paris, localizada no 1.º arrondissement de Paris.

## Localização
A estação está situada na place du Palais-Royal, entre o Palácio do Louvre e o Museu do Louvre, as plataformas sendo estabelecidas (quase paralelas):
- na linha 1, sob a rue de Rivoli;
- na linha 7, sob a rue Saint-Honoré.

## História

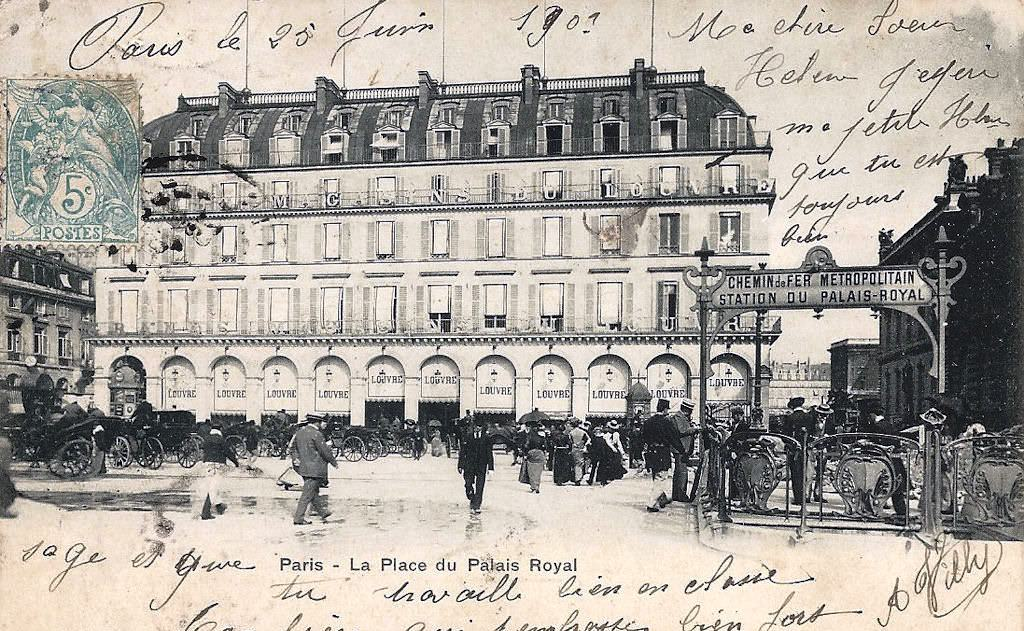
A entrada da estação, place du Palais-Royal, com uma pancarta provisória, logo após a sua abertura

A estação, inaugurada em 19 de julho de 1900, é servida pela linha 1, depois pela linha 7 em 1 de julho de 1916.
No contexto da automatização da linha, as plataformas da estação tiveram que ser elevadas durante o fim de semana de 7 e 8 de fevereiro de 2009.
Em 2011, 9 559 535 passageiros entraram nesta estação. Ela viu entrar 9 385 220 passageiros em 2013, o que a coloca na 20ª posição das estações de metrô por sua frequência.
A estação foi anteriormente conhecido como Palais-Royal. Ela foi renomeada Palais-Royal - Musée du Louvre em 1989 a fim de enfatizar que a estação que serve a entrada principal do Museu do Louvre e a pirâmide de Pei, em oposição à estação Louvre - Rivoli (anteriormente Louvre), que serviu a entrada de idade através da Colunata do Louvre.

## Serviços aos Passageiros

### Acessos
Desde a renovação do Museu do Louvre, em cada uma das plataformas da linha 1, está ligada a uma galeria comercial subterrânea, o Carrousel du Louvre, permitindo o acesso ao salão subterrâneo do museu. É a saída número 1.
"Le Kiosque des noctambules" é uma obra de arte contemporânea cobrindo uma das saídas do metrô (saída número 5), situada na place Colette. Construído para o centenário do Metrô de Paris e realizado sob a direção do artista Jean-Michel Othoniel em um estilo que era polêmico, ele foi inaugurado em outubro de 2000. Isto gerou mais comentários de que as conquistas de Hector Guimard em seu tempo.
As duas cúpulas do Kiosque des Noctambules (um representando o dia, o outro a noite), feita de contas de vidro de Murano (por Salviati) colorido e enfileirado em uma estrutura de alumínio, torná-lo uma obra inesperada e original (art forain, chocalho de criança, ou sonho barroco?) dentro do ambiente muito clássico da place Colette.
As saídas são as seguintes:
- Acesso 1 Musée du Louvre
- Acesso 2 Place du Palais-Royal
- Acesso 3 Rue de Rivoli
- Acesso 4 Rue de Valois

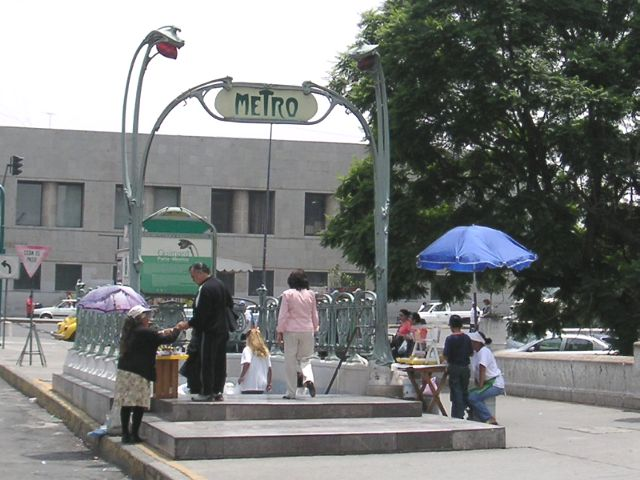
A edícula Guimard da estação Bellas Artes do Metrô da Cidade do México.

- Acesso 5 Place Colette Kiosque des Noctambules.

Em um corredor de acesso, uma outra obra de arte, "La Pensée et l'Âme huicholes" tem sido objeto de uma troca para comemorar os trinta anos de cooperação entre as empresas do metro da Cidade do México e de Paris. A estação parisiense abriga também um afresco indígena, "La Pensée et l'Âme huicholes", desenvolvido pelo xamã Santos de la Torre, e consistia de dois milhões de contas de 2 mm de diâmetro. Em troca, a cidade do México recebeu em 14 de novembro de 1998 um edícula de Guimard, visível na estação de metrô Bellas Artes.

### Plataformas
A estação da linha 1 é organizado no estilo "Andreu-Motte" e tem um teto metálico. A da linha 7 tem um teto em forma de abóbada e a suas plataformas são ligeiramente deslocadas uma em relação à outra.
A estação da linha 1 é estabelecida abaixo do solo: o teto é composto por um tabuleiro metálico cujas vigas são suportadas por pés-direitos verticais. Uma cripta de 15 metros de comprimento, cujo teto repousa sobre pilares bem espaçados, estende-se em sua extremidade ocidental desde a passagem da linha de trem de seis vagões na década de 1960. Decorada no estilo "Andreu-Motte", ela é junto com Opéra na linha 3 e Concorde na linha 8 uma das três únicas estações decoradas desta forma a ser tratadas em violeta, esta tonalidade fazendo parte do léxico de cores excepcionais deste estilo. Ela se aplica às rampas luminosas, às vigas de tabuleiro e aos assentos. Os bancos, os tímpanos e os pés-direitos são equipados com grandes telhas brancas de aspecto vitrificado, enquanto que as saídas dos corredores são tratadas com telhas brancas biseladas clássicas. Os quadros publicitárias são metálicos e o nome da estação é inscrito em fonte Parisine em placas esmaltadas.
A estação da linha 7 é estabelecida em curva e possui uma abóbada elíptica. Ela se distingue no entanto pela parte baixa dos pés-direitos, que é vertical e não curva, e as suas plataformas são ligeiramente deslocadas uma da outra. Como as da linha 1, elas são decoradas no estilo "Andreu-Motte" com duas rampas luminosas laranjas, as saídas dos corredores em telhas lisas marrons e assentos "Motte" laranjas . Estes últimos são fixados em bancadas de alvenaria recobertas com telhas planas laranjas de tamanho menor que o habitual. Estas novas telhas é portanto agora em coerência com as faixas de iluminação e os assentos que as suportam; por outro lado, elas não mais se harmonizam com as telhas das saídas dos corredores, nem pelo tamanho, nem pela cor, indo contra os princípios originais do estilo “Andreu-Motte”. As telhas de cerâmica brancas biseladas recobrem os pés-direitos, a abóbada e os tímpanos. As longarinas das escadas e a passarela são tratadas em telhas brancas planas alinhadas horizontalmente. Os quadros publicitários são metálicos e o nome da estação é inscrito em fonte Parisine em placas esmaltadas.

### Intermodalidade
A estação é servida pelas linhas 21, 27, 39, 48, 67, 68, 69, 72, 81 e 95 da rede de ônibus RATP, bem como pela linha de vocação turística Tootbus Paris. À noite, a estação é servida pelas linhas N11 e N24 da rede de ônibus Noctilien.

## Pontos turísticos
- Museu do Louvre
- Palais Royal
- Place du Palais-Royal

Galeria de fotografias
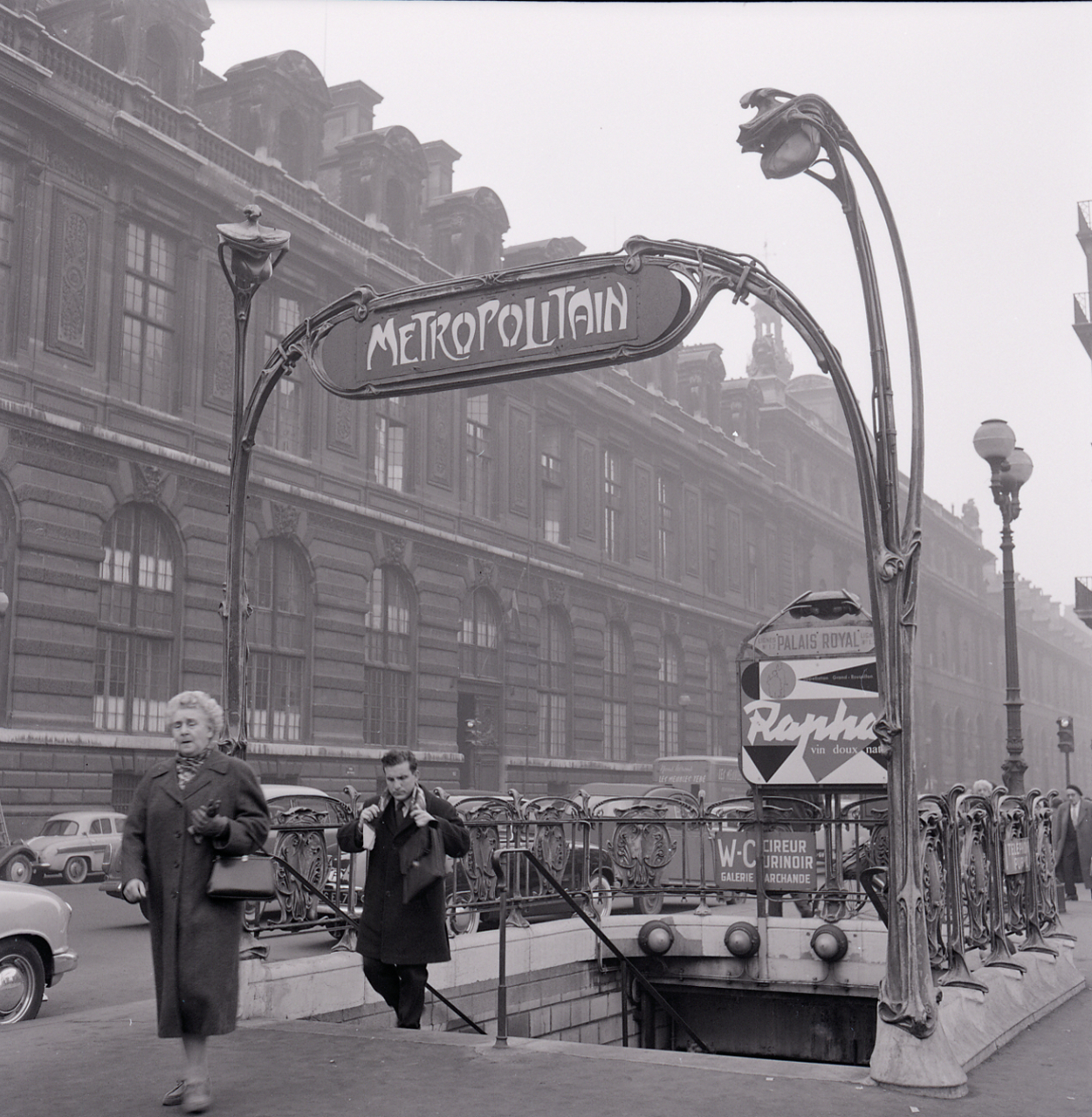
Edícula Guimard em 1967, onde o antigo nome do Palais-Royal está presente.
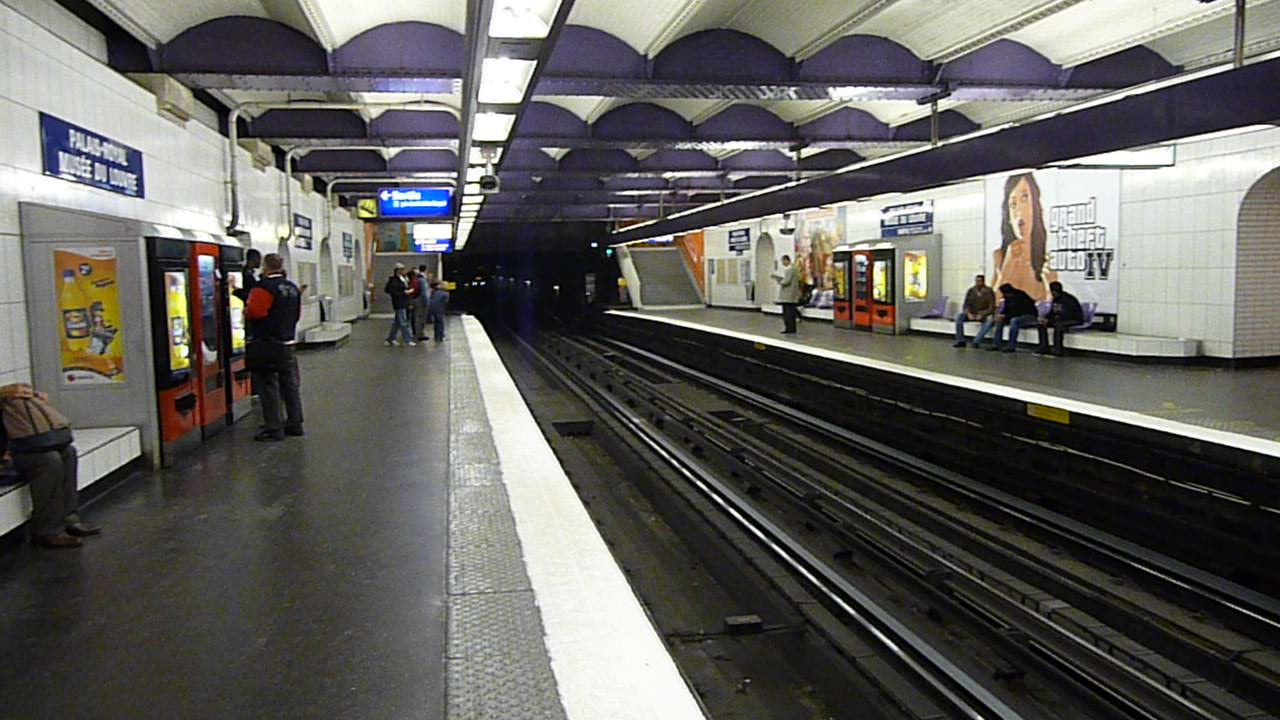
A estação da linha 1 antes das obras de automatização.
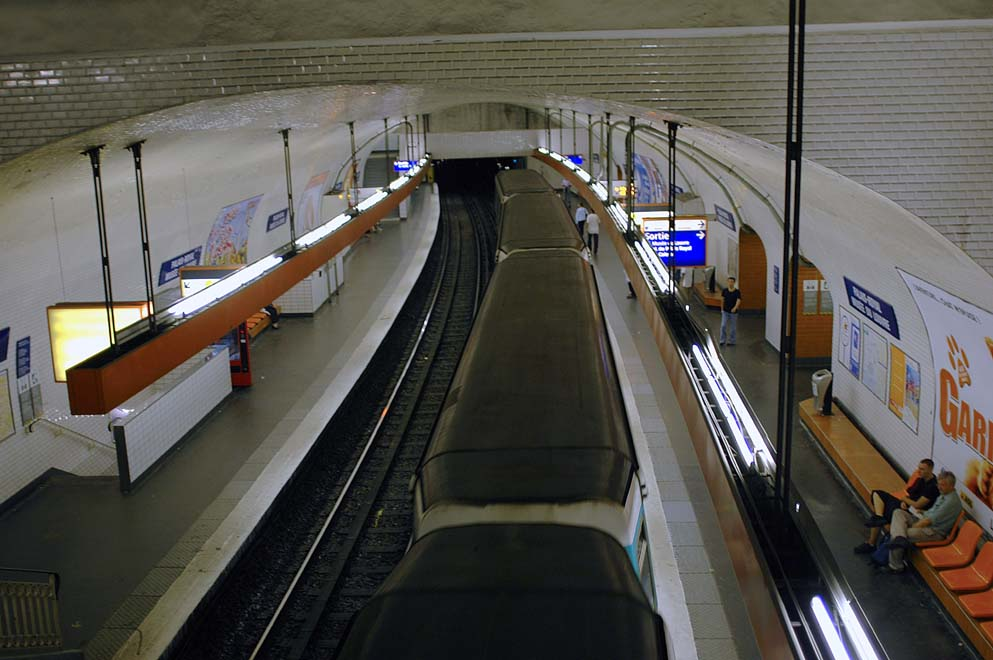
A estação da linha 7.
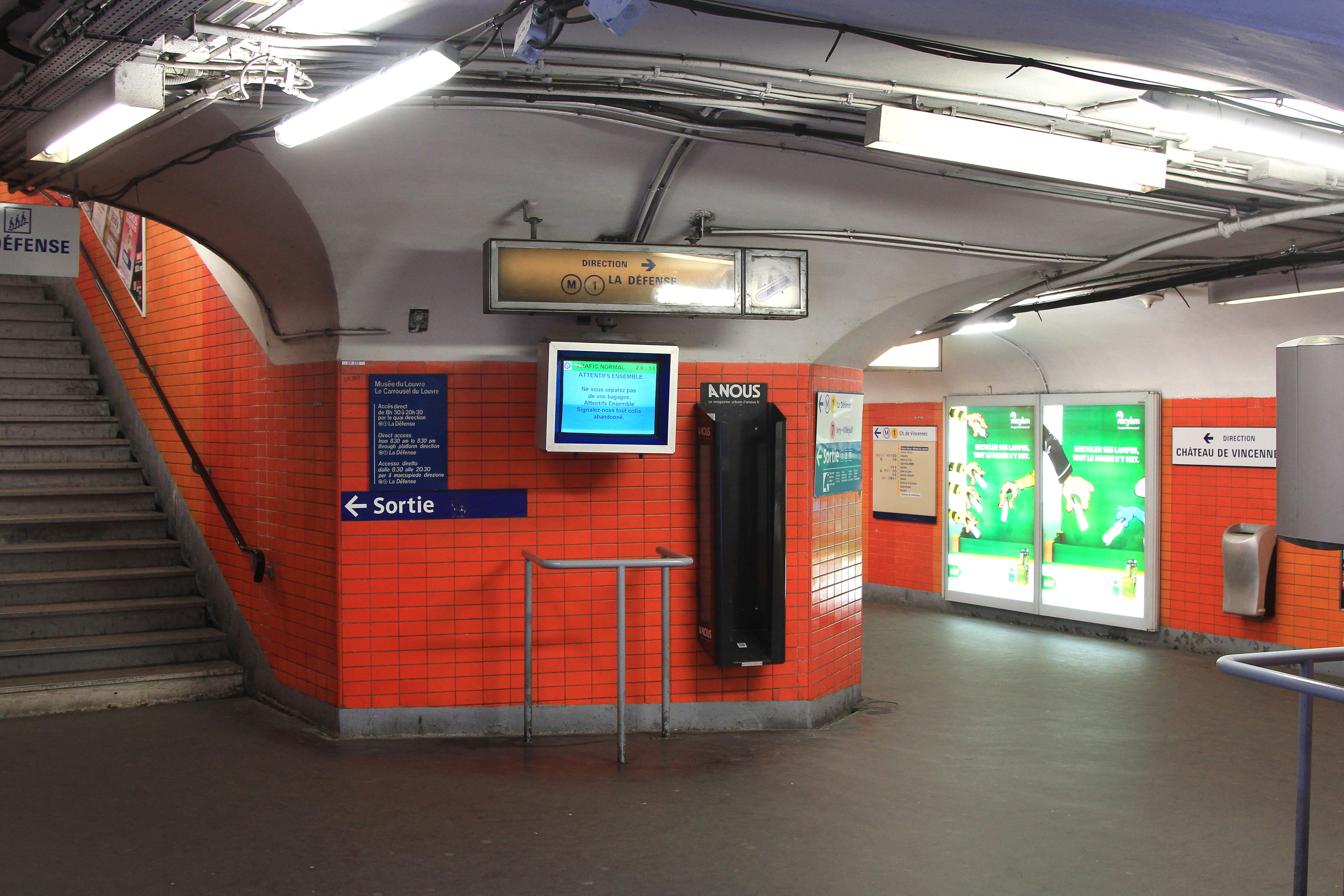
Os corredores de correspondência, decorados em estilo "Mouton" antes da sua renovação em 2014.